# مژکیان
مُژَکیان (انگلیسی: Cirrina) یا Cirrata یک زیرراسته و یکی از دو بخش اصلی هشت‌پاها است. هشت‌پاهای مژکی دارای پوسته داخلی کوچک و دو باله روی سر خود هستند، در حالی که زیرراسته خواهر آنها بی‌مژکیان (Incirrina) هیچ‌یک از این ویژگی‌ها را ندارد.

## ویژگی‌ها
- باله‌ها: دو باله روی سر که به آنها کمک می‌کند در آب حرکت کنند و تعادل خود را حفظ کنند.
- پوسته داخلی: یک پوسته کوچک و غضروفی مانند که در داخل بدن آنها قرار دارد و به حمایت از ساختار بدن آنها کمک می‌کند.
- مژک (Cirri): رشته‌های کوچک و مژک مانندی که روی بازوهای هشت‌پا قرار دارند، یک جفت برای هر مکنده. تصور می‌شود که اینها در تغذیه نقش دارند، شاید با ایجاد جریان‌های آب که به نزدیک‌تر شدن غذا به منقار کمک می‌کنند.
- فاقد کیسه مرکب: برخلاف اکثر سرپایان، هشت‌پاهای مژکی  کیسه مرکب ندارند.

مژکیان معمولاً در اعماق اقیانوس‌ها زندگی می‌کنند و به دلیل زیستگاه عمیقشان کمتر شناخته شده‌اند.
قدیمی‌ترین عضو شناخته‌شده این گروه، Paleocirroteuthis است که مربوط به کرتاسه پسین ژاپن و کانادا می‌باشد.